# Christos Ardizoglu
Christos Ardizoglu (grec.Χρήστος Αρδίζογλου; ur. 25 marca 1953 w Atenach) grecki piłkarz grający na pozycji pomocnika.

## Kariera klubowa
Christos Ardizoglu karierę piłkarską rozpoczął w Apollonie Smyrnis w 1971 roku. W 1974 roku przeszedł do AEK-u Ateny. Z AEK-iem dwukrotnie zdobył mistrzostwo Grecji w 1978 i 1979 roku, Puchar Grecji w 1978 i 1983 roku oraz dotarł do półfinału Puchar UEFA 1977, w którym jego zespół uległ późniejszemu zwycięzcy, Juventusowi. W barwach Enosis rozegrał 261 meczach i strzelił 50 bramek. Karierę zakończył w Apollonie Smyrnis w 1986 roku.

## Kariera reprezentacyjna
W reprezentacji Grecji Christos Ardizoglu występował w latach 1975–1984. W 1980 roku uczestniczył w Mistrzostwach Europy 1980, który był pierwszym międzynarodowym sukcesem w historii greckiego futbolu reprezentacyjnego. Na Euro 80 Ardizoglu wystąpił w dwóch meczach Holandią i RFN. Ogółem w reprezentacji Hellady wystąpił w 43 meczach i strzelił 2 bramki.